# 伊西利庫爾區

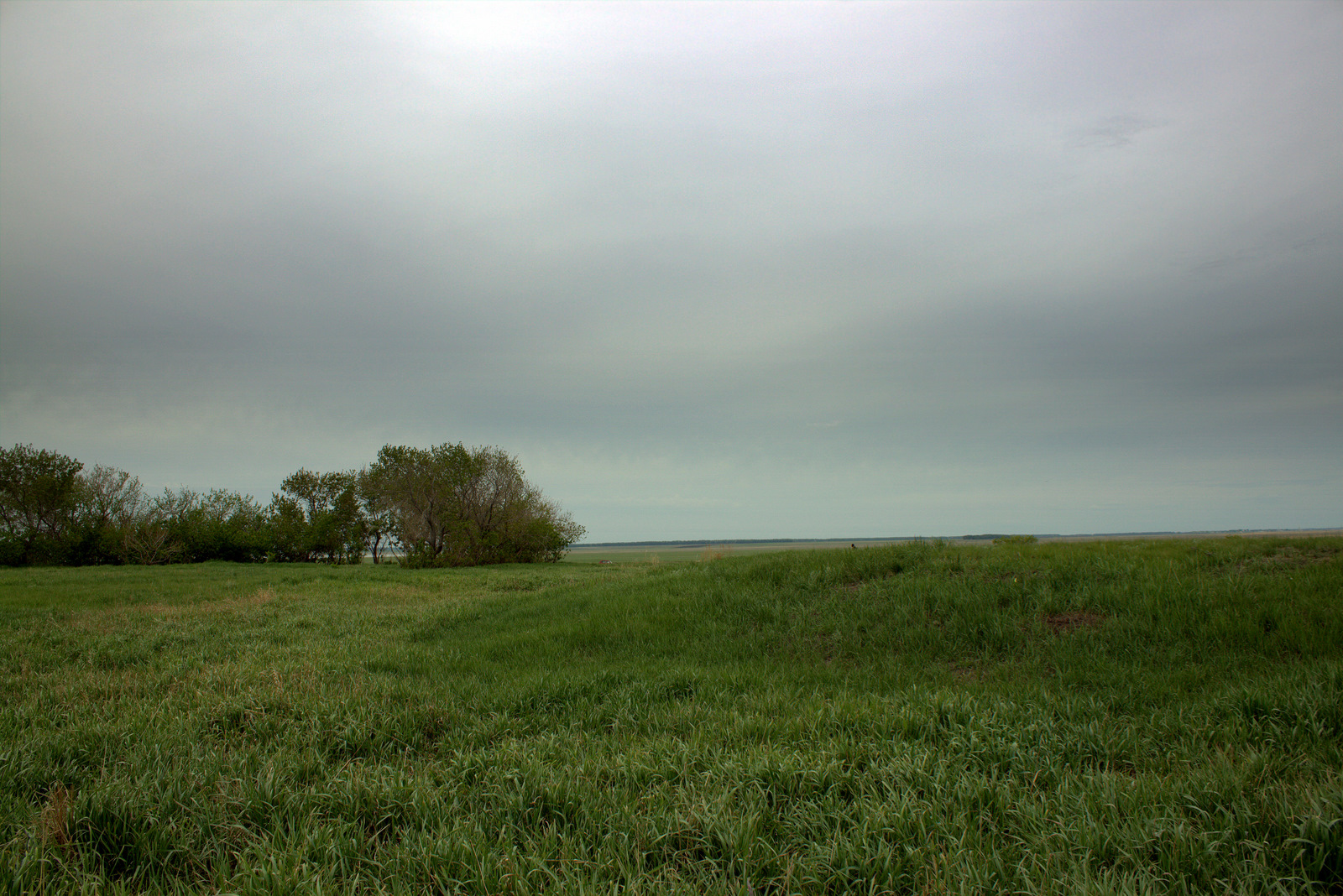

54°54′32″N 71°15′38″E / 54.90889°N 71.26056°E
伊西利庫爾區（俄语：Исилькульский район），是俄羅斯的一個區，位於該國西南部，由鄂木斯克州負責管轄，面積2,800平方公里，2010年人口18,942，人口密度每平方公里6.77人。